# FC Sibir Novosibirsk
FC Sibir Novosobirsk er en fodboldklub hjemmehørende i den russiske by Novosibirsk. Klubben spiller sine hjemmekampe på Spartak Stadion med plads til 12.500 tilskuere. I 2009 rykkede klubben for første gang op i den bedste liga i Rusland, samtidig med at den nåede pokalfinalen, der dog blev tabt med 0-1 til Zenit Skt. Petersborg. Det udløste dog en plads i Europa League.
| Fodbold | Spire Denne artikel om en fodboldklub er en spire som bør udbygges. Du er velkommen til at hjælpe Wikipedia ved at udvide den. |

55°2′17.53″N 82°55′30.07″Ø / 55.0382028°N 82.9250194°Ø